# Jurgen Dereere
Jurgen Dereere es un deportista belga que compitió en duatlón.
Ganó cuatro medallas en el Campeonato Mundial de Duatlón entre los años 1999 y 2009, y cinco medallas en el Campeonato Europeo de Duatlón entre los años 1998 y 2008. Además, obtuvo una medalla en el Campeonato Mundial de Duatlón de Larga Distancia de 2002.

## Palmarés internacional
| Campeonato Mundial | Campeonato Mundial             | Campeonato Mundial | Campeonato Mundial |
| Año                | Lugar                          | Medalla            | Prueba             |
| ------------------ | ------------------------------ | ------------------ | ------------------ |
| 1999               | Huntersville ( Estados Unidos) | Medalla de plata   | Individual         |
| 2006               | Corner Brook ( Canadá)         | Medalla de plata   | Individual         |
| 2007               | Gyor ( Hungría)                | Medalla de plata   | Individual         |
| 2009               | Concord ( Estados Unidos)      | Medalla de bronce  | Individual         |
| Campeonato Europeo |                                |                    |                    |
| Año                | Lugar                          | Medalla            | Prueba             |
| 1998               | Pulawy ( Polonia)              | Medalla de oro     | Individual         |
| 2001               | Mafra ( Portugal)              | Medalla de plata   | Individual         |
| 2004               | Swansea ( Reino Unido)         | Medalla de oro     | Individual         |
| 2005               | Debrecen ( Hungría)            | Medalla de oro     | Individual         |
| 2008               | Serres ( Grecia)               | Medalla de oro     | Individual         |

| Campeonato Mundial | Campeonato Mundial | Campeonato Mundial | Campeonato Mundial |
| Año                | Lugar              | Medalla            | Prueba             |
| ------------------ | ------------------ | ------------------ | ------------------ |
| 2002               | Weyer ( Austria)   | Medalla de bronce  | Individual         |